# Contea di Vilas
La contea di Vilas (in inglese, Vilas County) è una contea dello Stato del Wisconsin, negli Stati Uniti. La popolazione al censimento del 2000 era di 21 033 abitanti. Il capoluogo di contea è Eagle River.